# Mirobisium minore
Espèce
Mirobisium minore est une espèce de pseudoscorpions de la famille des Gymnobisiidae.

## Distribution
Cette espèce est endémique de la région d'Araucanie au Chili. Elle se rencontre dans le parc national Nahuelbuta.

## Publication originale
- Vitali-di Castri, 1970 : Revision de la sistematica y distribucion de los Gymnobisiinae (Pseudoscorpionida, Vachoniidae). Boletín de la Sociedad de Biología de Concepción, vol. 42, p. 123-135 (texte intégral) (es).